# Mimosa extensa
Mimosa extensa är en ärtväxtart som beskrevs av George Bentham. Mimosa extensa ingår i släktet mimosor, och familjen ärtväxter. Inga underarter finns listade i Catalogue of Life.